# Samantha Rees-Clark
Samantha Rees-Clark (12 de abril de 1995) es una deportista británica que compite en piragüismo en la modalidad de maratón. Ganó dos medallas de bronce en el Campeonato Mundial de Piragüismo en Maratón de 2022.

## Palmarés internacional
| \| Campeonato Mundial \| Campeonato Mundial \| Campeonato Mundial \| Campeonato Mundial \| \| Año \| Lugar \| Medalla \| Competición \| \| ------------------ \| ------------------------ \| ------------------ \| ------------------ \| \| 2022 \| Ponte de Lima (Portugal) \| Medalla de bronce \| K1 \| \| 2022 \| Ponte de Lima (Portugal) \| Medalla de bronce \| K1 (DC) \| |                          |                   |             |
| Campeonato Mundial |                          |                   |             |
| Año | Lugar                    | Medalla           | Competición |
| 2022 | Ponte de Lima (Portugal) | Medalla de bronce | K1          |
| 2022 | Ponte de Lima (Portugal) | Medalla de bronce | K1 (DC)     |